# Batalla de Rosario de Lerma
La Batalla de Rosario de Lerma es el nombre que recibe el combate ocurrido el 28 de abril de 1817 entre los gauchos de Güemes y el Ejército Real del Perú durante la Guerra de la Independencia Argentina. La batalla fue parte de la Invasión de De la Serna a Jujuy y Salta, resultó en la victoria patriota y significó la retirada del ejército español del actual territorio de la Provincia de Salta.

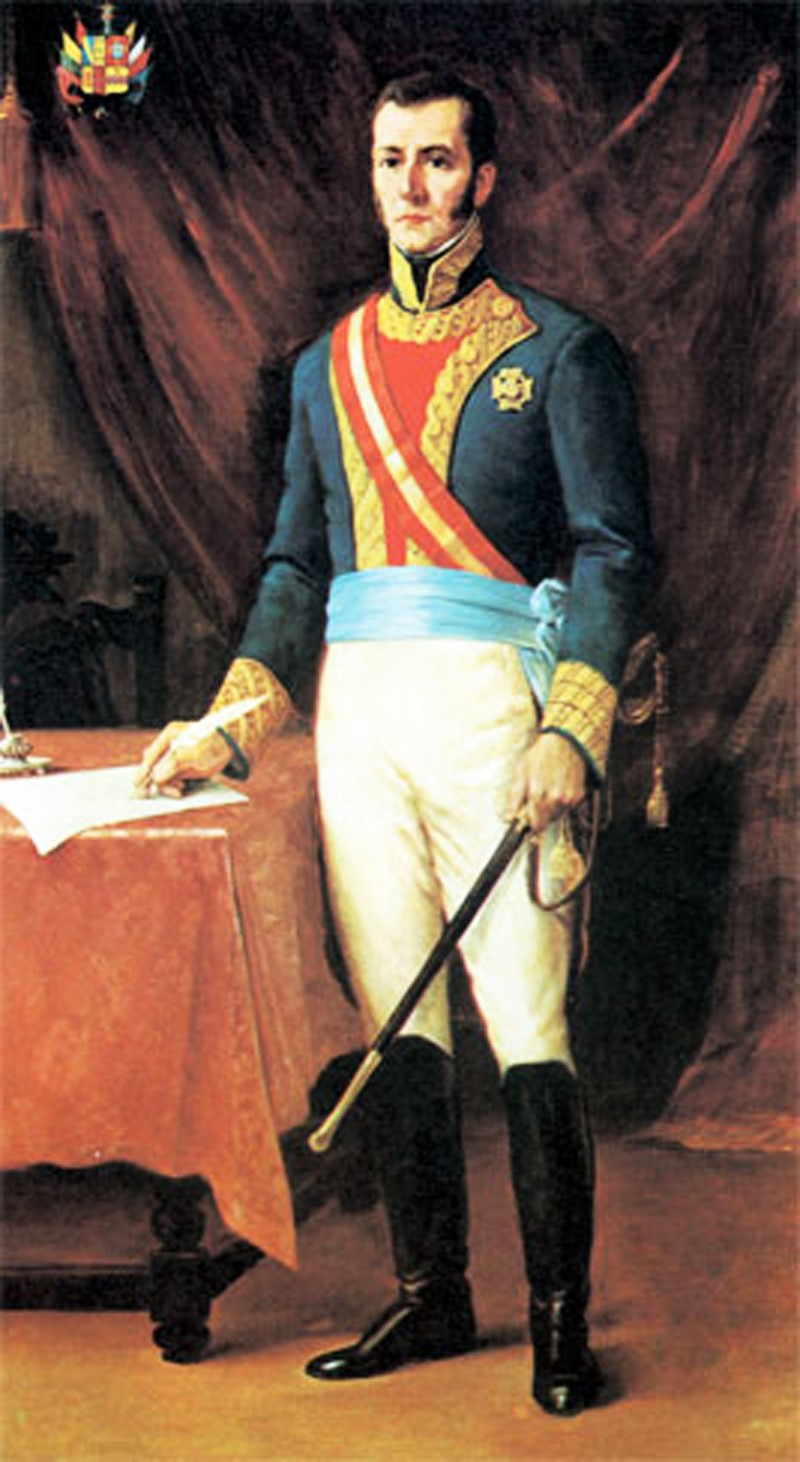
El General José de la Serna lideró la quinta invasión realista al país.

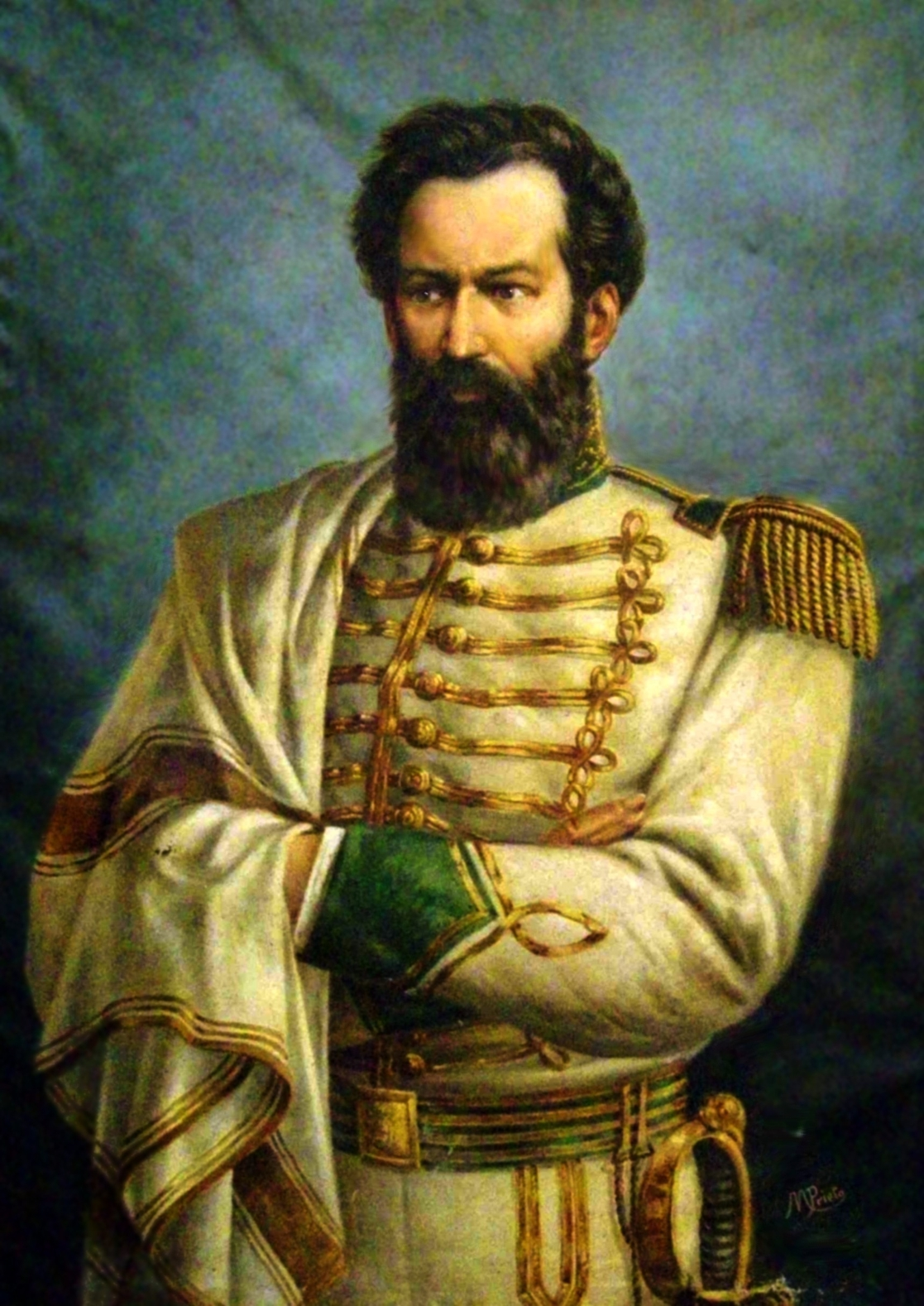
El General Martín Miguel de Güemes fue el encargado de la defensa del país hasta su muerte.

## Antecedentes
En 1816 el virrey Joaquín de la Pezuela ordenó a su comandante José de la Serna invadir la Provincia de Salta y avanzar hasta la Provincia de Tucumán. Si De la Serna tenía éxito, el plan continuaría con la avanzada desde Tucumán a la Provincia de Mendoza para derrotar al Ejército de los Andes que era preparado por el General José de San Martín.
De la Serna contó con más de siete mil soldados: la caballería con mil caballos frescos sin monta y el batallón de Cazadores, y la infantería compuesta por los Húsares del Rey, los Dragones de la Unión de Fernando VII, dos batallones de Granaderos de las Imperiales de Alejandro y el batallón de Granaderos de la Guardia. Además del soporte de una fuerza de artillería de veinte cañones.

## Invasión de Salta
El 13 de abril de 1817 De la Serna dejó el control de Jujuy al General Pedro Antonio Olañeta y emprendió la invasión al actual territorio de la provincia de Salta con 2.500 hombres. A pesar de ser hostigado por las fuerzas del General Martín Miguel de Güemes, De la Serna llegó a la Ciudad de Salta el 15 de abril, pero se encontró sin provisiones y debió mandar columnas en busca ganado los días 17, 18 y 19 que regresaron sin lograrlo.
El 21 de abril tuvo lugar el Combate del Bañado donde triunfaron las fuerzas patriotas y el Ejército Real perdió una columna. Las tropas realistas se encontraban sin provisiones y eran continuamente atacadas por las fuerzas de Güemes.

### Batalla de Rosario de Lerma
Finalmente el 28 de abril sucedió la Batalla de Rosario de Lerma; el General Antonio Vigil y sus hombres fueron emboscados por 1.000 hombres a cargo del General Luis Burela desde tres frentes distintos, siendo obligados a retirarse hasta el Departamento de Cerrillos. Ante la derrota en la batalla, las frustradas expediciones en busca de ganado, las pocas provisiones, el hambre y los ataques diarios, De la Serna debió emprender la retirada a Jujuy el 5 de mayo. Esa misma noche Martín Miguel de Güemes escribió una carta a Manuel Belgrano comunicándole el éxito en la defensa del país.

## Legado
En Rosario de Lerma anualmente se realiza un acto público y se rinde homenaje a los caídos en la batalla. En la misma ciudad se tiene previsto una importante celebración en 2017 por el Bicentenario de dicho acontecimiento.